# CINAHL
CINAHL (Cumulative Index to Nursing and Allied Health Literature) és un índex d'articles de revistes en anglès i seleccionats en altres idiomes sobre infermeria, professionals paramèdics, biomedicina i assistència sanitària.
Ella Crandall, Mildred Grandbois, i Mollie Sitner van començar un fitxer d'articles de revistes d'infermeria en la dècada de 1940. L'índex va ser publicat per primera vegada com a Cumulative Index to Nursing Literature (CINL) el 1961. El títol va canviar a Cumulative Index to Nursing and Allied Health Literature el 1977, quan el seu àmbit d'aplicació es va ampliar per incloure revistes de salut paramèdiques. Va ser el primer índex en línia, en el 1984.
L'editor, Cinahl Information Systems, va ser adquirit per EBSCO Publishing en el 2003.
CINAHL ha estat proporcionat a la Web per EBSCO Publishing, Ovid Technologies i ProQuest, a més de Cinahl Information Systems, i també proporcionat en línia per DataStar de Dialog. IEl 2006, EBSCO va anunciar la seva intenció de no renovar els acords de distribució amb els altres proveïdors i de posar CINAHL disponible exclusivament a la plataforma EBSCOhost.